# Carlos Will Mejía
Carlos Will Mejía (ur. 29 września 1983 roku w miejscowości Omoa) – piłkarz honduraski występujący na pozycji pomocnika. Obecnie gra w CD Marathón, wcześniej był zawodnikiem CD Platense. Był członkiem reprezentacji Hondurasu w UNCAF Nation Cup.